# امامزاده شاه جمال
امامزاده شاه‌جمال در قم، ابتدای  جاده اراک به قم واقع شده و این اثر در تاریخ ۲۵ اسفند ۱۳۷۹ با شمارهٔ ثبت ۳۳۴۴ به‌عنوان یکی از آثار ملی ایران به ثبت رسیده است.